# 佐賀県立武雄青陵高等学校
佐賀県立武雄青陵高等学校（さがけんりつたけおせいりょうこうとうがっこう, Saga Prefectural Takeo Seiryo High School）は、かつて佐賀県武雄市武雄町大字永島にあった県立高等学校。略称は「青陵（せいりょう）」。

## 概要
2007年（平成19年）4月に佐賀県立武雄高等学校と統合、併設型中高一貫校が発足し、佐賀県立武雄青陵中学校・武雄高等学校となった。
「青陵」の名称、校歌、校舎は上記の併設中学校である佐賀県立武雄青陵中学校に継承された。

## 設置学科
- 全日制課程
  - 普通科　　　　　　　　
    - 普通コース
    - 英語コース（平成17年度入学生から募集を停止）

## 校章
学校のシンボルである銀杏の木がモチーフ。
- 3枚の銀杏は3学年の協力を、葉間の紡錘型は、勉学の象徴であるペンを表している。

## 校歌
- 作詞 - 田坂守人
- 作曲 - 中田喜直
  - 3番まであり、各番とも「わが青陵わが青陵」で終わる。

## 沿革
- 1982年（昭和57年）4月1日 - 佐賀県立武雄青陵高等学校（現校名）が開校。
- 1990年（平成2年）4月1日 - 英語コースを設置。
- 1996年（平成8年）- カナダの高校と姉妹校締結。
- 2002年（平成14年）10月 -「佐賀県立高等学校再編整備第一次実施計画」の中で武雄高等学校と武雄青陵高等学校を統合し、併設型中高一貫校にする方針を佐賀県が公表[1]。
- 2005年（平成17年）- 英語コースの生徒募集を停止。
- 2007年（平成19年）
  - 1月 - 生徒募集を停止。
  - 4月1日 - 武雄青陵高等学校と武雄高等学校が統合し、佐賀県立武雄青陵中学校・武雄高等学校となる。
- 2009年（平成21年）
  - 3月14日 - 武雄青陵高等学校閉校式を挙行。
  - 3月31日 - 武雄青陵高等学校が最後の卒業生を送り出し、閉校。27年の歴史に幕を閉じる。